# Bette Bao Lord
Bette Bao Lord, née le 3 novembre 1938 à Shanghai (Chine), est une femme écrivain sino-américaine, militante pour la démocratie et les droits des minorités.
Mariée à l'ambassadeur des États-Unis en Chine en poste entre 1985 et 1989, elle est présidente émérite de la Freedom House, une organisation fondée en 1941 par Wendell Willkie et Eleanor Roosevelt pour contrôler les violations des droits civiques et politiques et promouvoir le développement d'institutions démocratiques dans le monde.

## Biographie

### Jeunesse
Née à Shanghai en Chine, Bette Bao Lord immigre aux États-Unis à l'âge de huit ans lorsque son père, un ingénieur en électrique formé par les Britanniques, y est envoyé par le gouvernement chinois en 1946 en tant que colonel de l'armée pour acheter du matériel en vue de la reconstruction des dégâts causés par l'invasion japonaise en Chine. Il réussit à convaincre les autorités d'effectuer le voyage en compagnie de sa femme et de deux de ses filles. Sansan, la plus jeune des enfants, est restée en Chine car ses parents pensaient qu'elle ne survivrait pas au voyage. Bette et ses deux parents, Dora et Sandys, sont spectateurs de la montée de Mao Zedong et des rebelles communistes qui gagnent la guerre civile chinoise. En 1949, les Baos savent qu'ils ne pourront jamais plus revenir en Chine et que Sansan ne pourrait pas la quitter.
Sa famille s'installe à Brooklyn puis déménage à Teaneck dans le New Jersey. Très douée, elle est déléguée des élèves et s'inscrit à l'université Tufts près de Boston. Elle passe une licence en histoire et science politique en 1959 puis un master à la Tufts's Fletcher School of Law and Diplomacy l'année suivante.

### Premier ouvrage
Pour son premier emploi, Bao est assistante du directeur du centre culturel est-ouest de l'université de Hawaii. Le centre s'agrandit pendant sa présence grâce à des financements fédéraux et lorsqu'elle quitte son poste en 1961, elle dirige une équipe de 35 personnes. Elle accepte un poste de conseiller du directeur du programme Fulbright Exchange à Washington et retrouve Winston Lord, un homme qu'elle fréquentait au lycée. Ils se marient en 1962, l'année où la mère de Bao, simulant une maladie grave, réussit à convaincre les autorités chinoises de laisser Sansan leur rendre visite à Hong Kong. Sansan profite de leur rencontre pour s'exiler aux États-Unis.
Encouragé par son entourage à coucher sur papier l'expérience de Sansan et de sa famille, elle quitte son travail pour se concentrer sur la rédaction d'un livre paru en 1964, Eight Moon: The Story of a Young Girl's Life in Communist China. Le livre rencontre un franc succès et apparait au programme scolaire américain. La même année, Bao donne naissance à une fille, Elizabeth Pillsbury Lord. Deux ans après son retour d'un séjour en Suisse à Genève lors duquel son mari travaillait pour John Fitzgerald Kennedy, elle accouche d'une deuxième enfant, Winston Bao Lord.
Proche collaborateur d'Henry Kissinger, Winston Lord suit ce dernier lors de sa nomination au département d'état, quittant son poste à la sécurité nationale. Il effectue de multiples voyages en Chine auprès de Mao Zedong en préparation de la reconnaissance officielle de la Chine Communiste. Bette Bao n'est pas autorisée à accompagner Winston pendant ces séjours, mais retournera en Chine avec lui en 1973. Les clichés qu'elle prend lors de son voyage sont publiés dans le Washington Post et elle remporte un prix national d'art graphique, signant un contrat avec Harper & Row pour écrire un livre sur son séjour en Chine.

### Consécration littéraire
En 1976, les républicains perdent les élections et les Lords quittent Washington pour s'installer dans le Colorado. Elle décide d'écrire une nouvelle plutôt qu'une œuvre de non-fiction et publie Spring Moon, paru en 1981, best-seller international dont l'action se déroule dans la Chine pré-révolutionnaire. Elle est sélectionnée au National Book Award, sa nouvelle figure sur la liste des best-sellers du New York Times pendant trente semaines.
En 1980, elle publie In the Year of the Boar and Jackie Robinson. Elle y détaille la façon dont elle a appris l'anglais et a pu s'intégrer scolairement grâce au baseball et à Jackie Robinson, qui brise la ségrégation raciale en devenant en 1947 le premier joueur de couleur à évoluer en Ligue majeure.

### Femme d'ambassadeur
Winston Lord est nommé ambassadeur des États-Unis en Chine en 1985 et Bao le suit pendant les quatre années où il est en poste. Elle vit à Pékin où elle s'implique dans la vie culturelle locale. Elle coproduit The Caine Mutiny au théâtre des arts du peuple, une production dirigée par Charlton Heston et qui reçoit de bonnes critiques.
En avril 1989, son mari quitte ses fonctions dans une époque trouble marquée par les manifestations de la place Tian'anmen. Elle y reste pour aider CBS News à interpréter les événements mais quitte le pays peu de temps avant le massacre des étudiants sur la place le 4 juin. Elle écrira un livre, The Middle Heart, paru en 1996, couvrant 70 ans d'histoire moderne en Chine qui se termine par la révolte étudiante de la place Tian'anmen qui a suivi son retour de Chine.
Son livre Legacies: A Chinese Mosaic parait un an après son retour de Chine et est un best-seller choisi par le Time Magazine comme l'un des dix meilleurs travaux de non-fiction de l'année 1990. Il est traduit dans dix langues.

### Engagement militant
Bette Bao est depuis 1993 présidente émérite de la Freedom House, une organisation basée à New York qui promeut la démocratie dans le monde.
Écrivant dans le Newsweek le 6 juillet 1992, elle adresse un plaidoyer sur les problèmes que rencontrent les minorités dans leur évolution sociale. Elle prône une nation unie où les différences de chacun servent l'intérêt général. Elle réédite son message l'année suivante dans USA Today.
Elle a écrit 58 travaux pour 212 publications. Ces ouvrages sont traduits dans seize langues.

## Récompenses
- New York Public Library Literay Lion
- Membre du International Women's Hall of Fame
- Récipiendaire du Exceptional Achievement Award de la Women's Projection and Production.

## Principales Œuvres
- (en) Eight Moon; the true story of a young girl's life in Communist China, by Sansan as told to Bette Lord, New York, Harper & Row, 1964, 213 p.
- (en) Spring Moon : a novel of China, New York, Harper & Row, 15 décembre 1981, 464 p. (ISBN 0-06-014893-4)
- (en) In the Year of the Boar and Jackie Robinson, New York, Harper & Row, 1984, 169 p. (ISBN 0-06-024003-2)
- (en) Legacies : a Chinese Mosaic, New York, Alfred A. Knopf, 1990, 245 p. (ISBN 0-394-58325-6)
- (en) The Middle Heart, Alfred A. Knopf, 1996, 370 p. (ISBN 0-394-53432-8)